# Nina Simone/Diskografie
Diese Diskografie ist eine Übersicht über die musikalischen Werke der US-amerikanischen Blues-, Soul- und Jazzsängerin Nina Simone. Sie konnte seit ihrem Karrierebeginn 1959 über fünf Jahrzehnte Alben und Singles in den Charts platzieren. Auch in den genrespezifischen Jazz-, Adult-Contemporary- und Black-Music-Charts verschiedener Länder war Simone vertreten. Den Schallplattenauszeichnungen zufolge hat sie bisher mehr als 3,4 Millionen Tonträger verkauft. Ihre erfolgreichste Veröffentlichung ist das Album The Very Best of mit über 600.000 verkauften Einheiten.

## Alben

### Studioalben
| Jahr | Titel                                                        | Höchstplatzierung, Gesamtwochen, AuszeichnungChartplatzierungen (Jahr, Titel, Platzierungen, Wochen, Auszeichnungen, Anmerkungen) | Höchstplatzierung, Gesamtwochen, AuszeichnungChartplatzierungen (Jahr, Titel, Platzierungen, Wochen, Auszeichnungen, Anmerkungen) | Höchstplatzierung, Gesamtwochen, AuszeichnungChartplatzierungen (Jahr, Titel, Platzierungen, Wochen, Auszeichnungen, Anmerkungen) | Höchstplatzierung, Gesamtwochen, AuszeichnungChartplatzierungen (Jahr, Titel, Platzierungen, Wochen, Auszeichnungen, Anmerkungen) | Höchstplatzierung, Gesamtwochen, AuszeichnungChartplatzierungen (Jahr, Titel, Platzierungen, Wochen, Auszeichnungen, Anmerkungen) | Anmerkungen |
| Jahr | Titel                                                        | DE | AT | CH | UK | US | Anmerkungen |
| ---- | ------------------------------------------------------------ | --- | --- | --- | --- | --- | --- |
| 1958 | Little Girl Blue auch bekannt als: My Baby Just Cares for Me | DE46 a (4 Wo.)DE | AT4 a (12 Wo.)AT | CH21 a (4 Wo.)CH | UK56 a Gold · (8 Wo.)UK | — | Erstveröffentlichung: 24. Juni 1958, spätere Neuveröffentlichung als Jazz as Played in an Exclusive Side Street Club |
| 1959 | The Amazing Nina Simone                                      | — | — | — | — | — | Erstveröffentlichung: 1959                                                                                           |
| 1961 | Forbidden Fruit                                              | — | — | — | — | — | Erstveröffentlichung: 1961                                                                                           |
| 1962 | Nina Simone Sings Ellington                                  | — | — | — | — | — | Erstveröffentlichung: 1962                                                                                           |
| 1964 | Broadway - Blues - Ballads                                   | — | — | — | — | — | Erstveröffentlichung: 1964                                                                                           |
| 1965 | Pastel Blues                                                 | — | — | — | — | US139 (7 Wo.)US | Erstveröffentlichung: 1965                                                                                           |
| 1965 | I Put a Spell on You                                         | — | — | — | UK18 (3 Wo.)UK | US99 (8 Wo.)US | Erstveröffentlichung: Juni 1965                                                                                      |
| 1965 | Let It All Out                                               | — | — | — | — | — | Erstveröffentlichung: 1965                                                                                           |
| 1966 | Wild Is the Wind                                             | — | — | — | — | US110 (9 Wo.)US | Erstveröffentlichung: 1966                                                                                           |
| 1966 | With Strings                                                 | — | — | — | — | — | Erstveröffentlichung: 1966                                                                                           |
| 1967 | High Priestess of Soul                                       | — | — | — | — | — | Erstveröffentlichung: 1967                                                                                           |
| 1967 | Sings the Blues                                              | — | — | — | — | — | Erstveröffentlichung: April 1967                                                                                     |
| 1967 | Silk & Soul                                                  | — | — | — | — | US158 (4 Wo.)US | Erstveröffentlichung: Oktober 1967                                                                                   |
| 1969 | ’Nuff Said!                                                  | — | — | — | UK11 (1 Wo.)UK | — | Erstveröffentlichung: Februar 1968                                                                                   |
| 1969 | Nina Simone and Piano!                                       | — | — | — | — | — | Erstveröffentlichung: 1969                                                                                           |
| 1969 | To Love Somebody                                             | — | — | — | — | — | Erstveröffentlichung: 1969                                                                                           |
| 1971 | Here Comes the Sun                                           | — | — | — | — | US190 (4 Wo.)US | Erstveröffentlichung: 1971                                                                                           |
| 1974 | It Is Finished                                               | — | — | — | — | — | Erstveröffentlichung: 1974                                                                                           |
| 1978 | Baltimore                                                    | — | — | — | — | — | Erstveröffentlichung: 1978                                                                                           |
| 1986 | Nina’s Back                                                  | — | — | — | — | — | Erstveröffentlichung: 1986                                                                                           |
| 1993 | A Single Woman                                               | — | — | — | — | — | Erstveröffentlichung: 1993                                                                                           |
| 2020 | Fodder on My Wings                                           | — | AT57 (1 Wo.)AT | — | — | — | Neuauflage, Erstveröffentlichung: 1982 (Frankreich)                                                                  |

grau schraffiert: keine Chartdaten aus diesem Jahr verfügbar

### Livealben
| Jahr | Titel                  | Höchstplatzierung, Gesamtwochen, AuszeichnungChartplatzierungen (Jahr, Titel, Platzierungen, Wochen, Auszeichnungen, Anmerkungen) | Höchstplatzierung, Gesamtwochen, AuszeichnungChartplatzierungen (Jahr, Titel, Platzierungen, Wochen, Auszeichnungen, Anmerkungen) | Höchstplatzierung, Gesamtwochen, AuszeichnungChartplatzierungen (Jahr, Titel, Platzierungen, Wochen, Auszeichnungen, Anmerkungen) | Höchstplatzierung, Gesamtwochen, AuszeichnungChartplatzierungen (Jahr, Titel, Platzierungen, Wochen, Auszeichnungen, Anmerkungen) | Höchstplatzierung, Gesamtwochen, AuszeichnungChartplatzierungen (Jahr, Titel, Platzierungen, Wochen, Auszeichnungen, Anmerkungen) | Anmerkungen |
| Jahr | Titel                  | DE | AT | CH | UK | US | Anmerkungen |
| ---- | ---------------------- | --- | --- | --- | --- | --- | --- |
| 1961 | Nina Simone At Newport | — | — | — | — | US23 (1 Wo.)US | Erstveröffentlichung: 1961 aufgenommen beim Newport Jazz Festival 30. Juni 1960                                    |
| 1964 | Nina Simone In Concert | — | — | — | — | US102 (11 Wo.)US | Erstveröffentlichung: 1964 aufgenommen in der Carnegie Hall, New York City am 21. März, sowie 1. und 6. April 1964 |
| 1970 | Black Gold             | — | — | — | — | US149 (12 Wo.)US | Erstveröffentlichung: 1970                                                                                         |
| 2023 | You’ve Got to Learn    | — | — | CH83 (2 Wo.)CH | — | — | Erstveröffentlichung: 21. Juli 2023                                                                                |

grau schraffiert: keine Chartdaten aus diesem Jahr verfügbar
Weitere Livealben
| - 1960: Nina Simone at Town Hall - 1962: Nina Simone at the Village Gate - 1964: Folksy Nina - 1964: In Concert - 1969: A Very Rare Evening - 1972: Live in Europe - 1972: Sings Billie Holliday – Lady Sings the Blues - 1972: Emergency Ward - 1973: Live at Berkeley | - 1973: Gospel According to Nina Simone - 1974: It Is Finished - 1975: The Great Show Of Nina Simone – Live In Paris - 1980: The Rising Sun Collection - 1984: Backlash - 1987: Live & Kickin’ - 1987: Let It Be Me - 1987: Live at Ronnie Scott’s - 1994: The Rising Sun Collection |

### Kompilationen
| Jahr | Titel                                      | Höchstplatzierung, Gesamtwochen, AuszeichnungChartplatzierungen (Jahr, Titel, Platzierungen, Wochen, Auszeichnungen, Anmerkungen) | Höchstplatzierung, Gesamtwochen, AuszeichnungChartplatzierungen (Jahr, Titel, Platzierungen, Wochen, Auszeichnungen, Anmerkungen) | Höchstplatzierung, Gesamtwochen, AuszeichnungChartplatzierungen (Jahr, Titel, Platzierungen, Wochen, Auszeichnungen, Anmerkungen) | Höchstplatzierung, Gesamtwochen, AuszeichnungChartplatzierungen (Jahr, Titel, Platzierungen, Wochen, Auszeichnungen, Anmerkungen) | Höchstplatzierung, Gesamtwochen, AuszeichnungChartplatzierungen (Jahr, Titel, Platzierungen, Wochen, Auszeichnungen, Anmerkungen) | Anmerkungen                            |
| Jahr | Titel                                      | DE | AT | CH | UK | US | Anmerkungen                            |
| ---- | ------------------------------------------ | --- | --- | --- | --- | --- | -------------------------------------- |
| 1969 | The Best of Nina Simone                    | — | — | — | — | US187 (6 Wo.)US | Erstveröffentlichung: 1969             |
| 1994 | Feeling Good – The Very Best of            | DE— Platin (German Jazz Award)DE                                                                                                  | — | — | UK9 Gold + Gold (Re-Release) · (9 Wo.)UK                                                                                          | — | Erstveröffentlichung: Juli 1994        |
| 1998 | Blue For You – The Very Best of            | — | — | — | UK12 Gold · (13 Wo.)UK | — | Erstveröffentlichung: Februar 1998     |
| 2003 | Gold                                       | DE— Gold (German Jazz Award)DE | — | — | UK27 Gold · (4 Wo.)UK | — | Erstveröffentlichung: Juli 2003        |
| 2006 | The Very Best of                           | — | — | — | UK6 ×2Doppelplatin · (39 Wo.)UK                                                                                                   | — | Erstveröffentlichung: Mai 2006         |
| 2007 | Songs To Sing – The Best of                | — | — | — | UK92 Gold · (1 Wo.)UK | — | Erstveröffentlichung: März 2007        |
| 2021 | The Montreux Years                         | DE100 (1 Wo.)DE | — | CH9 (3 Wo.)CH | — | — | Erstveröffentlichung: 25. Juni 2021    |
| 2022 | Feeling Good – Her Greatest Hits & Remixes | — | — | CH74 (1 Wo.)CH | — | — | Erstveröffentlichung: 11. Februar 2022 |

grau schraffiert: keine Chartdaten aus diesem Jahr verfügbar
Weitere Kompilationen (Auswahl)
| - 1959: Nina Simone and Her Friends - 1963: Nina’s Choice - 1965: Sincerely Nina - 1987: The Nina Simone Collection - 1988: Don’t Let Me Be Misunderstood - 1989: Compact Jazz - 1991: Krone-Edition Bestseller: The Best of - 1992: The Essential (UK: Silber) - 1994: Verve Jazz Masters 17 - 1995: After Hours - 1997: Released - 1998: Sugar in my Bowl – The Very Best of Nina Simone 1967–1972 - 2000: Nina Simone’s Finest Hour - 2001: Hits & Classics - 2003: The Greatest Hits (UK: Gold) - 2003: Anthology - 2003: Classic Nina Simone - 2005: The Soul of Nina Simone (inklusive DVD) - 2005: For Lovers | - 2006: Mastercut Legends – The Essential Nina Simone - 2006: The Very Best of - 2007: Just Like a Woman: Nina Simone Sings Classic Songs of the ’60s - 2008: To Be Free: The Nina Simone Story - 2008: Tell It Like It Is: Rarieties and Unrelasead Recordings 1967–1973 (Doppel-CD) - 2009: Angel of the Morning: The Best of - 2009: The Definitive Rarities Collection – 50 Classic Cuts (nur digital veröffentlicht) - 2009: Sunday Morning Classics - 2010: Best Of - 2011: Nina! The Nina Simone Collection - 2013: The Real... Nina Simone – The Ultimate Nina Simone Collection - 2013: Nina Simone: Verve Ultimate Cool - 2014: Nina Simone Just Cares for You – Her Best Songs - 2014: See-Line Woman: The Best Of (UK: Gold) - 2015: Miss Simone: The Hits - 2018: Mood Indigo: The Complete Bethlehem Singles - 2025: Don’t Let Me Be Misunderstood |

### Remixalben
- 2006: Remixed and Reimagined
- 2006: Forever Young, Gifted, & Black: Songs of Freedom and Spirit

### Tributealben
- 2014: Little Girl Blue – A Tribute to Nina Simone – Sonia Wieder-Atherton
- 2014: Round Nina – A Tribute To Nina Simone – Various Artists (unter anderem Melody Gardot, Lianne La Havas, Sophie Hunger und Gregory Porter)
- 2015: Nina Revisited: A Tribute to Nina Simone – Various Artists (unter anderem Lauryn Hill, Mary J. Blige, Usher und Gregory Porter)

## Singles
| Jahr | Titel Album                                                          | Höchstplatzierung, Gesamtwochen, AuszeichnungChartplatzierungen (Jahr, Titel, Album, Platzierungen, Wochen, Auszeichnungen, Anmerkungen) | Höchstplatzierung, Gesamtwochen, AuszeichnungChartplatzierungen (Jahr, Titel, Album, Platzierungen, Wochen, Auszeichnungen, Anmerkungen) | Höchstplatzierung, Gesamtwochen, AuszeichnungChartplatzierungen (Jahr, Titel, Album, Platzierungen, Wochen, Auszeichnungen, Anmerkungen) | Höchstplatzierung, Gesamtwochen, AuszeichnungChartplatzierungen (Jahr, Titel, Album, Platzierungen, Wochen, Auszeichnungen, Anmerkungen) | Höchstplatzierung, Gesamtwochen, AuszeichnungChartplatzierungen (Jahr, Titel, Album, Platzierungen, Wochen, Auszeichnungen, Anmerkungen) | Anmerkungen                                                             | [↑]: gemeinsam behandelt mit vorhergehendem Eintrag; [←]: in beiden Charts platziert |
| Jahr | Titel Album                                                          | DE | AT | CH | UK | US | Anmerkungen                                                             |                                                                                      |
| ---- | -------------------------------------------------------------------- | --- | --- | --- | --- | --- | ----------------------------------------------------------------------- | ------------------------------------------------------------------------------------ |
| 1959 | I Loves You, Porgy Little Girl Blue                                  | — | — | — | — | US18 (15 Wo.)US | Erstveröffentlichung: 10. Oktober 1959                                  |                                                                                      |
| 1960 | Nobody Knows You When You’re Down and Out Pastel Blues               | — | — | — | — | US93 (2 Wo.)US | Erstveröffentlichung: 17. September 1960                                |                                                                                      |
| 1961 | Trouble in Mind Nina Simone at Newport                               | — | — | — | — | US92 (2 Wo.)US | Erstveröffentlichung: 28. Januar 1961                                   |                                                                                      |
| 1964 | Mississippi *@!!?*@! (Mississippi Goddam) I The Best of Nina Simone  | — | — | — | — | — |                                                                         |                                                                                      |
| 1965 | I Put a Spell On You I Put a Spell on You                            | — | — | — | UK28 Silber · (5 Wo.)UK | — | Erstveröffentlichung: 11. August 1965                                   |                                                                                      |
| 1968 | Ain’t Got No, I Got Life ’Nuff Said!                                 | — | — | — | UK2 (18 Wo.)UK | US94 (4 Wo.)US | Erstveröffentlichung: 22. Oktober 1968                                  |                                                                                      |
| 1968 | Do What You Gotta Do ’Nuff Said!                                     | — | — | —[UK: ↑] | UK2 (18 Wo.)UK | US83 (5 Wo.)US | Erstveröffentlichung: 22. Oktober 1968                                  |                                                                                      |
| 1969 | To Love Somebody                                                     | — | — | — | UK5 (9 Wo.)UK | — | Erstveröffentlichung: 21. Januar 1969                                   |                                                                                      |
| 1969 | To Be Young, Gifted and Black Black Gold                             | — | — | — | — | US76 (7 Wo.)US | Erstveröffentlichung: Oktober 1969                                      |                                                                                      |
| 1988 | My Baby Just Cares for Me Little Girl Blue                           | DE11 (14 Wo.)DE | AT8 (18 Wo.)AT | CH5 (8 Wo.)CH | UK5 Silber · (15 Wo.)UK | — | Erstveröffentlichung: 24. Juni 1958                                     |                                                                                      |
| 1988 | Mr. Bojangles Here Comes the Sun                                     | — | — | — | UK96 (1 Wo.)UK | — | Erstveröffentlichung: 1971                                              |                                                                                      |
| 1994 | Feeling Good I Put a Spell On You                                    | — | — | — | UK40 Platin · (3 Wo.)UK | — | Erstveröffentlichung: Juni 1965                                         |                                                                                      |
| 2006 | Ain’t Got No, I Got Life (Groovefinder Remix) Remixed and Reimagined | — | — | — | UK30 (19 Wo.)UK | — | Erstveröffentlichung: 2006 (posthum) von "Nina Simone vs. Groovefinder" |                                                                                      |

grau schraffiert: keine Chartdaten aus diesem Jahr verfügbar
Weitere Singles
- 1960: Don’t Smoke in Bed
- 1960: Little Girl Blue
- 1964: Don’t Let Me Be Misunderstood
- 1965: Ne me quitte pas
- 1968: Real Real
- 1988: Touching And Caring
- 1989: You Must Have Another Lover

## Videoalben
- 2005: The Soul of Nina Simone (Kompilation und DVD, als DualDisc)
- 2005: Nina Simone Live at Montreux 1976
- 2007: Live in London

## Boxsets
- 1999: Nina Simone & Piano! / Silk & Soul (2 Alben)
- 2003: Four Women: The Nina Simone Philips Recordings (4 Alben)
- 2009: x2: Nina Simone Sings The Blues / Silk & Soul (2 Alben)
- 2009: Original Album Classics (5 Alben)
- 2011: Nina – Classic Album Collection (4 Alben)
- 2011: Original Album Classics (3 Alben)
- 2011: The Complete RCA Albums Collection (9 Alben)
- 2013: 7 Classic Albums (7 Alben)
- 2014: Simply Nina Simone (3 Alben)
- 2014: Original Album Series (5 Alben)
- 2015: Forbidden Fruit + Nina’s Choice (2 Alben)

## Statistik

### Chartauswertung
|                     | DE    | AT    | CH    | UK    | US    |
| ------------------- | ----- | ----- | ----- | ----- | ----- |
| Nummer-eins-Alben   | DE—DE | AT—AT | CH—CH | UK—UK | US—US |
| Top-10-Alben        | DE—DE | AT1AT | CH1CH | UK2UK | US—US |
| Alben in den Charts | DE2DE | AT2AT | CH4CH | UK8UK | US9US |

|                       | DE    | AT    | CH    | UK    | US    |
| --------------------- | ----- | ----- | ----- | ----- | ----- |
| Nummer-eins-Singles   | DE—DE | AT—AT | CH—CH | UK—UK | US—US |
| Top-10-Singles        | DE—DE | AT1AT | CH1CH | UK3UK | US—US |
| Singles in den Charts | DE1DE | AT1AT | CH1CH | UK7UK | US6US |

### Auszeichnungen für Musikverkäufe
| Silberne Schallplatte - Vereinigtes Königreich - 2023: für das Lied Sinnerman - 2023: für das Lied I Wish I Knew How It Would Feel To Be Fr Goldene Schallplatte - Australien - 2005: für das Album Here Comes the Sun - 2005: für das Album Released - Frankreich - 1988: für das Album My Baby Just Cares for Me - Italien - 2024: für die Single My Baby Just Cares for Me - Polen - 2019: für das Album Empik Jazz Club: Nina Simone – The Very Best Of - Spanien - 2024: für die Single My Baby Just Cares for Me - 2024: für das Lied Sinnerman | Platin-Schallplatte - Brasilien - 2025: für das Album Don’t Let Me Be Misunderstood (2025) - Italien - 2024: für die Single Feeling Good - Neuseeland - 2022: für die Single Feeling Good - Spanien - 2024: für die Single Feeling Good 3× Platin-Schallplatte - Irland - 2007: für das Album Songs To Sing – The Best of |

Anmerkung: Auszeichnungen in Ländern aus den Charttabellen bzw. Chartboxen sind in ebendiesen zu finden.
| Land/RegionAuszeichnungen für Musikverkäufe (Land/Region, Auszeichnungen, Verkäufe, Quellen) | Silber     | Gold       | Platin       | Verkäufe  | Quellen             |
| -------------------------------------------------------------------------------------------- | ---------- | ---------- | ------------ | --------- | ------------------- |
| Australien (ARIA)                                                                            | —          | 2× Gold2   | —            | 70.000    | aria.com.au         |
| Brasilien (PMB)                                                                              | —          | —          | Platin1      | 40.000    | pro-musicabr.org.br |
| Deutschland (BVMI)                                                                           | —          | Gold1      | Platin1      | 30.000    | musikindustrie.de   |
| Frankreich (SNEP)                                                                            | —          | Gold1      | —            | 100.000   | infodisc.fr         |
| Irland (IRMA)                                                                                | —          | —          | 3× Platin3   | 45.000    | irishcharts.ie      |
| Italien (FIMI)                                                                               | —          | Gold1      | Platin1      | 150.000   | fimi.it             |
| Neuseeland (RMNZ)                                                                            | —          | —          | Platin1      | 30.000    | radioscope.co.nz    |
| Polen (ZPAV)                                                                                 | —          | Gold1      | —            | 10.000    | olis.pl             |
| Spanien (Promusicae)                                                                         | —          | 2× Gold2   | Platin1      | 120.000   | elportaldemusica.es |
| Vereinigtes Königreich (BPI)                                                                 | 5× Silber5 | 8× Gold8   | 3× Platin3   | 2.910.000 | bpi.co.uk           |
| Insgesamt                                                                                    | 5× Silber5 | 16× Gold16 | 11× Platin11 |           |                     |